# Pixel (смартфон)
Pixel и Pixel XL — смартфоны, разработанные компанией Google и изготавливаемые компанией HTC. Были анонсированы 4 октября 2016 года на специальной презентации в Сан-Франциско. Являются частью линейки Google Pixel, пришедшей на смену линейке смартфонов Google Nexus.

## Характеристики
Как утверждает Google, смартфоны были полностью разработаны в компании. Смартфоны имеют диагонали экрана 5 и 5,5 дюймов. Они имеют алюминиевый корпус и на данный момент доступны в трёх цветах: чёрный, серебристый и синий. Сканер отпечатков пальцев располагается на задней крышке. В октябре 2016 года специалисты DxOmark оценили камеру модели с разрешением 12,3 Мп и диафрагмой F/2.0 (размер пикселя — 1,55 мкм), основанную на датчике Sony IMX378, как лучшую среди смартфонов.